# Cataxia babindaensis
Cataxia babindaensis är en spindelart som beskrevs av Main 1969. Cataxia babindaensis ingår i släktet Cataxia och familjen Idiopidae.
Artens utbredningsområde är Queensland. Inga underarter finns listade i Catalogue of Life.